# Seren Bundy-Davies
Seren Bundy-Davies (Mánchester, Reino Unido, 30 de diciembre de 1994) es una atleta británica, especialista en la prueba de 4x400 m, con la que ha logrado ser medallista de bronce mundial en 2015.

## Carrera deportiva
En el Mundial de Pekín 2015 gana la medalla de bronce en el relevo de 4x400 m, tras las jamaicanas y estadounidenses.